# 东姑阿夫占
东姑哈嘉阿夫占拉希玛哈拉·东姑哈吉莫哈末 (1932年12月4日—1988年6月29日)是马来西亚彭亨州苏丹后。1979年至1984年间出任马来西亚第七任最高元首后。

## 早年
东姑阿夫占于1932年12月4日出生在瓜拉登嘉楼，她是东姑莫哈末和东姑哈嘉曼达的第四个女儿，也是第一任彭亨苏丹苏丹阿末·慕桑沙的孙女。
她的父亲，苏丹阿末的儿子，在回彭亨前曾出任登嘉楼州务大臣，回到彭亨后也担任相同职务。
东姑阿夫占在北根马来女校接受教育，也有接受英文私教。

## 婚姻
1954年4月22日，也就是22岁时，东姑阿夫占嫁给彭亨王储东姑阿末沙，并成为彭亨王储妃。他们育有7名子女，两男五女。
1974年苏丹阿末沙登基为彭亨苏丹后，东姑阿夫占被册封为彭亨苏丹后。1979年至1984年间随丈夫出任马来西亚第七任最高元首后。

## 驾崩
1988年6月29日早上8：42，东姑阿夫占因癌症驾崩，享年55岁。她被安葬在北根阿布峇卡皇家清真寺旁的彭亨皇家陵墓。